# Legend of the Blue Sea – Legenda o Błękitnym Oceanie
Legend of the Blue Sea – Legenda o Błękitnym Oceanie (kor. 푸른 바다의 전설, MOCT: Pureun bada-ui jeonseol) – południowokoreański serial telewizyjny, w którym główne role odgrywają Jun Ji-hyun oraz Lee Min-ho. Emitowany był na kanale SBS od 16 listopada 2016 do 25 stycznia 2017 w środy i czwartki o 22:00.
Serial jest dostępny z napisami w języku polskim za pośrednictwem platformy Viki, pod tytułem Legend of the Blue Sea – Legenda o Błękitnym Oceanie.

## Fabuła
Heo Joon-jae, syn bogatego przedsiębiorcy, kilka lat po rozwodzie rodziców i ponownym ożenku ojca, ucieka z domu. W trakcie poszukiwań swojej biologicznej matki, spotyka na swej drodze Jo Nam-doo, który pomaga mu zostać oszustem i złodziejem. Wspólnie z Nam-doo i hakerem Tae-oh kradną pieniądze od bogatych i wpływowych. Pewnego dnia Joon-jae spotyka na swej drodze Shim Cheong, syrenę. Wkrótce zaczyna mieć sny w których widzi łudząco do niego podobnego Kim Dam-ryeonga.

## Obsada

### Główna
- Jun Ji-hyun jako Se-hwa / Shim Cheong
  - Kal So-won jako Se-hwa (dziecko)
  - Shin Eun-soo jako Se-hwa (nastolatka)
- Lee Min-ho jako Kim Dam-ryeong / Heo Joon-jae
  - Jeon Jin-seo jako Kim Dam-ryeong / Heo Joon-jae (dziecko)
  - Park Jin-young jako Kim Dam-ryeong / Heo Joon-jae (nastolatek)

### Postacie drugoplanowe
- Lee Hee-joon jako Jo Nam-doo / Park Moo
- Shin Won-ho jako Tae-oh
- Shin Hye-sun jako Cha Shi-ah
- Lee Ji-hoon jako Heo Chi-hyun
- Na Young-hee jako Mo Yoo-ran
  - Shim Yi-young jako Mo Yoo-ran (młoda)
- Hwang Shin-hye jako Kang Seo-hee
  - Oh Yeon-ah jako Kang Seo-hee (młody)
- Sung Dong-il jako Mr. Yang / Ma Dae-young
- Choi Jung-woo jako Heo Gil-joong
- Moon So-ri jako Ahn Jin-joo

## Ścieżka dźwiękowa
Single
| Rok  | Tytuł                                                        | Najwyższa pozycja | Sprzedaż        | Album   |
| Rok  | Tytuł                                                        | Gaon              | Sprzedaż        | Album   |
| ---- | ------------------------------------------------------------ | ----------------- | --------------- | ------- |
| 2016 | „Love Story” (Lyn)                                           | 21                | - KOR: 252 648+ | Part 1  |
| 2016 | „A World That Is You (그대라는 세상)” (Yoon Mi-rae)          | 10                | - KOR: 323 528+ | Part 2  |
| 2016 | „Lean on You (너에게 기울어가)” (Jung-yup (Brown Eyed Soul)) | 46                | - KOR: 62 865+  | Part 3  |
| 2016 | „Shy Boy (설레이는 소년처럼)” (Ha Hyun-woo (Guckkasten))     | 64                | - KOR: 51 209+  | Part 4  |
| 2016 | „Somewhere Someday (어디선가 언젠가)” (Sung Si-kyung)        | 11                | - KOR: 295 827+ | Part 5  |
| 2016 | „Wind Flower (바람꽃)” (Lee Sun-hee)                         | 27                | - KOR: 190 410+ | Part 6  |
| 2016 | „Fool (바보야)” (Ken (VIXX))                                 | 78                | - KOR: 44 708+  | Part 7  |
| 2016 | „Why Would I Do Like (내가 왜 이럴까)” (CoffeeBoy)           | –                 | –               | Part 8  |
| 2017 | „Day By Day (하루에 하나씩)” (Park Yoon-ha)                  | –                 | –               | Part 9  |
| 2017 | „If Only (만에 하나)” Kim Se-jeong (Gugudan)                 | 35                | - KOR: 68 848+  | Part 10 |
| 2017 | „Love Road (사랑길)” (Min Chae)                              | –                 | –               | Part 11 |